# Tipula russula
Tipula russula är en tvåvingeart som beskrevs av Günther Theischinger 1977. Tipula russula ingår i släktet Tipula och familjen storharkrankar. Inga underarter finns listade i Catalogue of Life.